# Cassida seladonia
Cassida seladonia är en skalbaggsart som beskrevs av Leonard Gyllenhaal 1827. Cassida seladonia ingår i släktet Cassida, och familjen bladbaggar. Enligt den svenska rödlistan är arten sårbar i Sverige. Arten förekommer i Götaland. Artens livsmiljö är jordbrukslandskap, stadsmiljö.